# The Barbarian
The Barbarian (coneguda també com  A Night in Cairo ) (1933) és un film de la Metro-Goldwyn-Mayer sobre una turista americana a Egipte que té uns quants pretendents, entre ells un guia àrab que és més del que sembla.  The Barbarian  és dirigida per Sam Wood i protagonitzada per Ramon Novarro i Myrna Loy. La pel·lícula va ser rodada prèviament per la MGM amb el títol  The Arab  (1924) amb Novarro i Alice Terry.

## Argument
Una jove, Diana Standing és de visita al Caire, en companyia del seu oncle Cecil i la tia Powers per reunir-se amb el seu promès Gerald. Coneix Jamil, un guia turístic que treballa en un hotel. Jamil cau sota l'encant de Diana i intenta guanyar la seva confiança. El fa descobrir alguns indrets del Caire tot preocupant-se d'allunyar la jove del lloc on havia de trobar el seu promès.
Jamil acaba revelant el seu secret a Diana: en realitat és un príncep àrab que la vol en matrimoni. Aquesta queda desconcertada encara més en la mesura que Jamil està més obsessionat amb la idea de posseir-la.

## Repartiment
- Ramón Novarro: Jamil El Shehab
- Myrna Loy: Diana Standing
- Reginald Denny: Gerald Hume, promès de Diana
- Charles Aubrey Smith: Cecil Harwood
- Edward Arnold: Achmed Pasha
- Louise Closser Hale: Powers
- Blanca Friderici: La Sra. Hume, mare de Gerald
- Marcelle Corday: Marthe, criada de Diana
- Hedda Hopper: La Sra. Loway, turista americana

## Crítica
- New York Daily News, el 13 de maig de 1933:

| « | Ramón Novarro mereix de ser recordat pel seu paper a la pel·lícula per la seva magnífica interpretació d'un guia egipci impertinent que no té cap escrúpol per obtenir el que desitja. Els punts febles de la pel·lícula són el caràcter artificial de la història i la direcció mediocre, però aquests defectes són eclipsats pel subtil joc d'actor de Novarro, suportat pel de Myrna Loy, i per les escenes de desert fascinants | » |